# Heteragrion
Heteragrion är ett släkte av trollsländor. Heteragrion ingår i familjen Megapodagrionidae.

## Dottertaxa tillHeteragrion, i alfabetisk ordning[1]
- Heteragrion aequatoriale
- Heteragrion albifrons
- Heteragrion alienum
- Heteragrion angustipenne
- Heteragrion archon
- Heteragrion atrolineatum
- Heteragrion aurantiacum
- Heteragrion azulum
- Heteragrion bariai
- Heteragrion beschkii
- Heteragrion bickorum
- Heteragrion breweri
- Heteragrion calendulum
- Heteragrion chlorotaeniatum
- Heteragrion chrysops
- Heteragrion consors
- Heteragrion cooki
- Heteragrion dorsale
- Heteragrion eboratum
- Heteragrion erythrogastrum
- Heteragrion flavidorsum
- Heteragrion flavovittatum
- Heteragrion freddiemercuryi Lencioni, 2013
- Heteragrion gracile
- Heteragrion ictericum
- Heteragrion icterops
- Heteragrion inca
- Heteragrion luizfelipei
- Heteragrion macilentum
- Heteragrion majus
- Heteragrion makiritare
- Heteragrion mantiqueirae
- Heteragrion melanurum
- Heteragrion mitratum
- Heteragrion muryense
- Heteragrion obsoletum
- Heteragrion ochraceum
- Heteragrion ovatum
- Heteragrion palmichale
- Heteragrion pemon
- Heteragrion peregrinum
- Heteragrion petiense
- Heteragrion rubrifulvum
- Heteragrion silvarum
- Heteragrion simulatum
- Heteragrion tiradentense
- Heteragrion triangulare
- Heteragrion tricellulare
- Heteragrion valgum